# Истина-Veritas
„Истина-Veritas“ е български вестник, месечно издание на Епископската конференция на Католическата църква в България, излизал от 1991 до 2017 г. Продължител е на вестник „Истина“, излизал през периода от 1924 до 1949 г.

## История
Вестник „Истина-Veritas“ е издание на Междуритуалната епископска конференция в България и е официално издание на Католическата църква в България. През 1991 г. Христо Пройков работи за възобновяването на католическия периодичен печат. Първият брой на новото издание е отпечатан за Коледа през декември 1991 г. Възобновяването на изданието преминава през противоречия и трудности подобно на последните години от живота на старото издание „Истина“.
Вестникът успешно продължава линията на вестник „Истина“ да информира католиците в България за важните събития в Католическата църква и за събитията в света през погледа на Католическата църква.
По-късно Апостолическият екзарх и председател на Католическата епископска конференция Христо Пройков припомня за първите стъпки на редакцията, констатирайки, че вестникът е останал верен на целта си да извисява духа на човека в светлината на вярата.
Последният брой излиза през декември 2017 г.
Идентификатори: ISSN 0861-6450; УДК 282